# Liste der Rektoren der Friedrich-Schiller-Universität Jena

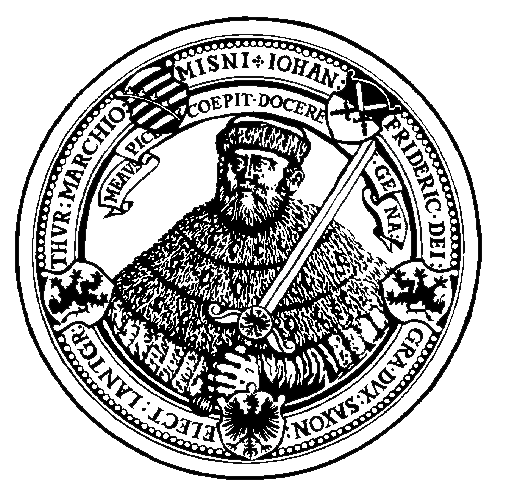
Siegel der Friedrich-Schiller-Universität Jena

Die Rektoren, Prorektoren und Präsidenten der Universität Jena (seit 1934 Friedrich-Schiller-Universität Jena) wurden in der Regel semesterweise gewählt (SS=Sommersemester, WS=Wintersemester). Ab 1907 wurde das Rektorat jährlich geführt, und ab der Zeit des Nationalsozialismus hatten die Rektoren und Präsidenten mehrjährige Amtszeiten.

## 16. Jahrhundert

### 1549–1560
| Name                  | Jahr    | Semester   | Bild | Anmerkung      |
| --------------------- | ------- | ---------- | ---- | -------------- |
| Johannes Stigel       | 1549–54 | SS         |      | (1515–1562)    |
| Victorin Strigel      | 1549–54 | WS         |      | (1524–1569)    |
| Johannes Stigel       | 1555–56 | SS, WS, SS |      | (1515–1562)    |
| Victorin Strigel      | 1556    | WS         |      | (1524–1569)    |
| Erhard Schnepff       | 1557    | SS         |      | (1495–1558)    |
| Basilius Monner       | 1557    | WS         |      | (um 1500–1566) |
| Johannes von Schröter | 1558    | SS         |      | (1513–1593)    |
| Victorin Strigel      | 1558    | WS         |      | (1524–1569)    |
| Johannes Stigel       | 1559    | SS         |      | (1515–1562)    |
| Matthaeus Wesenbeck   | 1559    | WS         |      | (1531–1586)    |
| Simon Musaeus         | 1560    | SS         |      |                |
| Michael Neander       | 1560    | WS         |      | (1529–1581)    |

### 1561–1580
| Name                  | Jahr    | Semester | Bild | Anmerkung |
| --------------------- | ------- | -------- | ---- | --------- |
| Johannes Rosa         | 1561    | SS       |      |           |
| Johannes von Schröter | 1561    | WS       |      |           |
| Matthias Colerus      | 1562    | SS       |      |           |
| Lorenz Hiel           | 1562    | WS       |      |           |
| Johann Stössel        | 1563    | SS       |      |           |
| Christoph von Dürfeld | 1563    | WS       |      |           |
| Johannes von Schröter | 1564    | SS, WS   |      |           |
| Johannes Rosa         | 1565    | SS       |      |           |
| Johann Stössel        | 1565    | WS       |      |           |
| Matthaeus Wesenbeck   | 1566    | SS       |      |           |
| Michael Neander       | 1566    | WS       |      |           |
| Andreas Fulda         | 1567    | SS       |      |           |
| Johann Stössel        | 1567    | WS       |      |           |
| Matthias Colerus      | 1568    | SS       |      |           |
| Johannes von Schröter | 1568    | WS       |      |           |
| Aegidius Salius       | 1569    | SS       |      |           |
| Johannes Wigand       | 1569    | WS       |      |           |
| Peter Brem            | 1570    | SS, WS   |      | Anm.      |
| Andreas Ellinger      | 1571    | SS       |      |           |
| Johannes Rosa         | 1571    | WS       |      |           |
| Hieronymus Osius      | 1572    | SS       |      |           |
| Tilemann Hesshus      | 1572    | WS       |      |           |
| Josias Marcus         | 1573    | SS       |      |           |
| Samuel Brothag        | 1573    | SS       |      |           |
| Johannes von Schröter | 1573–74 | WS, SS   |      |           |
| Aegidius Salius       | 1574    | WS       |      |           |
| David Voit            | 1575    | SS       |      |           |
| Matthias Colerus      | 1575    | WS       |      |           |
| Michael Neander       | 1576    | SS       |      |           |
| Kaspar Arnurus        | 1576    | WS       |      |           |
| Balthasar Sartorius   | 1577    | SS       |      |           |
| Samuel Brothag        | 1577    | WS       |      |           |
| Andreas Ellinger      | 1578    | SS       |      |           |
| Friedrich Pensold     | 1578    | WS       |      |           |
| David Voit            | 1579    | SS       |      |           |
| Daniel Eulenbeck      | 1579    | WS       |      |           |
| Jacob Flach           | 1580    | SS       |      |           |
| Paulus Didymus        | 1580    | WS       |      |           |

### 1581–1600
| Name                         | Jahr | Semester | Bild | Anmerkung |
| ---------------------------- | ---- | -------- | ---- | --------- |
| Balthasar Sartorius          | 1581 | SS       |      |           |
| Petrus Wesenbeck             | 1581 | WS       |      |           |
| Andreas Ellinger             | 1582 | SS       |      |           |
| Johannes von Schröter        | 1582 | WS       |      |           |
| Andreas Nehrkorn             | 1583 | SS       |      | Anm.      |
| David Voit                   | 1583 | WS       |      |           |
| Victorin Gruner              | 1584 | SS       |      | Anm.      |
| Philipp Jakob Schröter       | 1584 | WS       |      |           |
| Justus Ludwig Brysomann      | 1585 | SS       |      | Anm.      |
| Balthasar Sartorius          | 1585 | WS       |      |           |
| Samuel Brothag               | 1586 | SS       |      |           |
| Johann Friedrich Schröter    | 1586 | WS       |      |           |
| Zacharias Brendel der Ältere | 1587 | SS       |      |           |
| Ambrosius Reuden             | 1587 | WS       |      |           |
| Daniel Eulenbeck             | 1588 | SS       |      |           |
| Johannes von Schröter        | 1588 | WS       |      |           |
| Johannes Zölner              | 1589 | SS       |      |           |
| Georg Mylius                 | 1589 | WS       |      |           |
| Johann Stromer               | 1590 | SS       |      |           |
| Jacob Flach                  | 1590 | WS       |      |           |
| Wolfgang Heider              | 1591 | SS       |      |           |
| Samuel Fischer               | 1591 | WS       |      |           |
| Nicolaus Reusner             | 1592 | SS       |      |           |
| Anton Varus                  | 1592 | WS       |      |           |
| Georg Limnäus                | 1593 | SS       |      |           |
| Ambrosius Reuden             | 1593 | WS       |      |           |
| Virgil Pingitzer             | 1594 | SS       |      |           |
| Philipp Jakob Schröter       | 1594 | WS       |      |           |
| Ortolph Fomann der Ältere    | 1595 | SS       |      |           |
| Georg Mylius                 | 1595 | WS       |      |           |
| Liborius Hofmann             | 1596 | SS       |      |           |
| Jacob Flach                  | 1596 | WS       |      |           |
| Laurentius Rhodomann         | 1597 | SS       |      |           |
| Samuel Fischer               | 1597 | WS       |      |           |
| Leopold Hackelmann           | 1598 | SS       |      |           |
| Anton Varus                  | 1598 | WS       |      |           |
| Elias Reusner                | 1599 | SS       |      |           |
| Ambrosius Reuden             | 1599 | WS       |      |           |
| Johann Stromer               | 1600 | SS       |      |           |
| Philipp Jakob Schröter       | 1600 | WS       |      |           |

## 17. Jahrhundert

### 1601–1620
| Name                         | Jahr | Semester | Bild | Anmerkung                |
| ---------------------------- | ---- | -------- | ---- | ------------------------ |
| Peter Piscator               | 1601 | SS       |      | (1571–1611)              |
| Georg Mylius                 | 1601 | WS       |      |                          |
| Nicolaus Reusner             | 1602 | SS       |      | auch:Georg Mylius        |
| Jacob Flach                  | 1602 | WS       |      |                          |
| Zacharias Brendel der Ältere | 1603 | SS       |      |                          |
| Ambrosius Reuden             | 1603 | WS       |      |                          |
| Virgil Pingitzer             | 1604 | SS       |      |                          |
| Anton Varus                  | 1604 | WS       |      |                          |
| Johannes Zölner              | 1605 | SS       |      |                          |
| Johann Debel                 | 1605 | WS       |      | (1540–1610)              |
| Ortolph Fomann der Ältere    | 1606 | SS       |      | sen.                     |
| Philipp Jakob Schröter       | 1606 | WS       |      |                          |
| Wolfgang Heider              | 1607 | SS       |      |                          |
| Peter Piscator               | 1607 | WS       |      |                          |
| Dominicus Arumäus            | 1608 | SS       |      | (1579–1637)              |
| Anton Varus                  | 1608 | WS       |      |                          |
| Georg Limnäus                | 1609 | SS       |      |                          |
| Ambrosius Reuden             | 1609 | WS       |      |                          |
| Johann Schwabe               | 1610 | SS       |      | (1564–1634)              |
| Jacob Flach                  | 1610 | WS       |      |                          |
| Elias Reusner                | 1611 | SS       |      |                          |
| Peter Theodoricus            | 1611 | WS       |      |                          |
| Albert Grauer                | 1612 | SS       |      | auch: Grawer (1575–1617) |
| Philipp Jakob Schröter       | 1612 | WS       |      |                          |
| Thomas Sagittarius           | 1613 | SS       |      | (1577–1621)              |
| Johannes Major               | 1613 | WS       |      | (1564–1654)              |
| Virgil Pingitzer             | 1614 | SS       |      |                          |
| Zacharias Brendel der Ältere | 1614 | WS       |      |                          |
| Balthasar Walther            | 1615 | SS       |      | (1586–1640)              |
| Albert Grauer                | 1615 | WS       |      |                          |
| Ortolph Fomann der Ältere    | 1616 | SS       |      |                          |
| Anton Varus                  | 1616 | WS       |      |                          |
| Michael Wolf                 | 1617 | SS       |      | (1584–1623)              |
| Johann Gerhard               | 1617 | WS       |      | (1582–1637)              |
| Dominicus Arumäus            | 1618 | SS       |      |                          |
| Zacharias Brendel der Ältere | 1618 | WS       |      |                          |
| Heinrich Hofmann             | 1619 | SS       |      | (1576–1652)              |
| Johann Himmel                | 1619 | WS       |      | (1581–1642)              |
| Peter Theodoricus            | 1620 | SS       |      |                          |
| Eusebius Schenck             | 1620 | WS       |      | (1569–1628)              |

### 1621–1640
| Name                          | Jahr | Semester | Bild | Anmerkung   |
| ----------------------------- | ---- | -------- | ---- | ----------- |
| Gottlieb Aenetius             | 1621 | SS       |      | (1574–1631) |
| Johannes Major                | 1621 | WS       |      |             |
| Wolfgang Werther Mühlpfordt   | 1622 | SS       |      | (1575–1623) |
| Anton Varus                   | 1622 | WS       |      |             |
| Quirinus Cubach               | 1623 | SS       |      | (1589–1624) |
| Johann Gerhard                | 1623 | WS       |      |             |
| Valentin Riemer               | 1624 | SS       |      | (1582–1635) |
| Zacharias Brendel der Ältere  | 1624 | WS       |      |             |
| Salomo Glassius               | 1625 | SS       |      | (1593–1656) |
| Johann Himmel                 | 1625 | WS       |      |             |
| Ortolph Fomann der Ältere     | 1626 | SS       |      |             |
| Eusebius Schenck              | 1626 | WS       |      |             |
| Philipp Horst                 | 1627 | SS       |      | (1574–1664) |
| Johannes Major                | 1627 | WS       |      |             |
| Dominicus Arumäus             | 1628 | SS       |      |             |
| Anton Varus                   | 1628 | WS       |      |             |
| Ortolph Fomann der Jüngere    | 1629 | SS       |      |             |
| Johann Gerhard                | 1629 | WS       |      |             |
| Johann Schwabe                | 1630 | SS       |      |             |
| Zacharias Brendel der Jüngere | 1630 | WS       |      |             |
| Daniel Stahl                  | 1631 | SS       |      | (1589–1654) |
| Johann Himmel                 | 1631 | WS       |      |             |
| Peter Theodoricus             | 1632 | SS       |      |             |
| Werner Rolfinck               | 1632 | WS       |      | (1598–1673) |
| Paul Slevogt                  | 1633 | SS       |      | (1596–1655) |
| Johannes Major                | 1633 | WS       |      |             |
| Valentin Riemer               | 1634 | SS       |      |             |
| Anton Varus                   | 1634 | WS       |      |             |
| Johann Michael Dilherr        | 1635 | SS       |      | (1604–1669) |
| Johann Gerhard                | 1635 | WS       |      |             |
| Dominicus Arumäus             | 1636 | SS       |      |             |
| Zacharias Brendel der Jüngere | 1636 | WS       |      |             |
| Johann Zeisold                | 1637 | SS       |      | (1599–1667) |
| Johann Himmel                 | 1637 | WS       |      |             |
| Peter Theodoricus             | 1638 | SS       |      |             |
| Werner Rolfinck               | 1638 | WS       |      |             |
| Heinrich Hofmann              | 1639 | SS       |      |             |
| Salomo Glassius               | 1639 | WS       |      |             |
| Erasmus Ungepaur              | 1640 | SS       |      | (1582–1659) |
| Paul Marquard Schlegel        | 1640 | WS       |      | (1605–1653) |

### 1641–1660
| Name                                  | Jahr | Semester | Bild | Anmerkung   |
| ------------------------------------- | ---- | -------- | ---- | ----------- |
| Philipp Horst                         | 1641 | SS       |      |             |
| Johannes Major                        | 1641 | WS       |      |             |
| Zacharias Prueschenck von Lindenhofen | 1642 | SS       |      | (1610–1678) |
| Gottfried Möbius                      | 1642 | WS       |      | (1611–1664) |
| Paul Slevogt                          | 1643 | SS       |      |             |
| Christoph Philipp Richter             | 1643 | WS       |      | (1602–1673) |
| Gottfried Cundisius                   | 1644 | SS       |      |             |
| Christoph Schelhammer                 | 1644 | WS       |      | (1619–1651) |
| Johann Zeisold                        | 1645 | SS       |      |             |
| Gottfried Fibig                       | 1645 | WS       |      | (1612–1646) |
| Werner Rolfinck                       | 1646 | SS       |      |             |
| Johannes Musaeus                      | 1646 | WS       |      | (1613–1681) |
| Philipp Horst                         | 1647 | SS       |      |             |
| Johann Tobias Major                   | 1647 | WS       |      | (1614–1655) |
| Johann Caspar Unrath                  | 1648 | SS       |      | (1608–1650) |
| Gottfried Möbius                      | 1648 | WS       |      |             |
| Paul Slevogt                          | 1649 | SS       |      |             |
| Gottfried Cundisius                   | 1649 | WS       |      |             |
| Georg Adam Struve                     | 1650 | SS       |      | (1619–1692) |
| Christoph Schelhammer                 | 1650 | WS       |      |             |
| Johann Zeisold                        | 1651 | SS       |      |             |
| Johannes Musaeus                      | 1651 | WS       |      |             |
| Erasmus Ungebaur                      | 1652 | SS       |      |             |
| Werner Rolfinck                       | 1652 | WS       |      |             |
| Johann Frischmuth                     | 1653 | SS       |      | (1619–1687) |
| Johann Tobias Major                   | 1653 | WS       |      |             |
| Christoph Philipp Richter             | 1654 | SS       |      |             |
| Gottfried Möbius                      | 1654 | WS       |      |             |
| Johann Ernst Gerhard                  | 1655 | SS       |      | (1621–1668) |
| Christian Chemnitz                    | 1655 | WS       |      | (1615–1666) |
| Georg Adam Struve                     | 1656 | SS       |      |             |
| Johann Theodor Schenck                | 1656 | WS       |      | (1619–1671) |
| Erhard Weigel                         | 1657 | SS       |      | (1625–1699) |
| Johannes Musaeus                      | 1657 | WS       |      |             |
| Johann Strauch                        | 1658 | SS       |      | (1612–1679) |
| Werner Rolfinck                       | 1658 | WS       |      |             |
| Caspar Posner                         | 1659 | SS       |      | (1626–1700) |
| Christian Chemnitz                    | 1659 | WS       |      |             |
| Ernst Friedrich Schröter              | 1660 | SS       |      | (1621–1676) |
| Gottfried Möbius                      | 1660 | WS       |      |             |

### 1661–1680
| Name                         | Jahr | Semester | Bild | Anmerkung   |
| ---------------------------- | ---- | -------- | ---- | ----------- |
| Johann Andreas Bose          | 1661 | SS       |      |             |
| Johann Ernst Gerhard         | 1661 | WS       |      |             |
| Johann Volkmar Bechmann      | 1662 | SS       |      | (1624–1689) |
| Johann Theodor Schenck       | 1662 | WS       |      |             |
| Severus Christoph Olpius     | 1663 | SS       |      |             |
| Sebastian Niemann            | 1663 | WS       |      | (1625–1684) |
| Johann Christoph Falckner    | 1664 | SS       |      | (1629–1681) |
| Johann Arnold Friderici      | 1664 | WS       |      | (1637–1672) |
| Friedemann Bechmann          | 1665 | SS       |      | (1628–1703) |
| Johannes Musaeus             | 1665 | WS       |      |             |
| Christoph Philipp Richter    | 1666 | SS       |      |             |
| Werner Rolfinck              | 1666 | WS       |      |             |
| Georg Götze                  | 1667 | SS       |      | (1633–1699) |
| Johann Ernst Gerhard         | 1667 | WS       |      |             |
| Ernst Friedrich Schröter     | 1668 | SS       |      |             |
| Johann Theodor Schenck       | 1668 | WS       |      |             |
| Philipp Müller               | 1669 | SS       |      | (1640–1713) |
| Sebastian Niemann            | 1669 | WS       |      |             |
| Johann Volkmar Bechmann      | 1670 | SS       |      |             |
| Johann Arnold Friderici      | 1670 | WS       |      |             |
| Johann Christoph Hundeshagen | 1671 | SS       |      | (1635–1681) |
| Friedemann Bechmann          | 1671 | WS       |      |             |
| Johann Christoph Falckner    | 1672 | SS       |      |             |
| Rudolph Wilhelm Krause       | 1672 | WS       |      | (1642–1718) |
| Johann Frischmuth            | 1673 | SS       |      |             |
| Johannes Musaeus             | 1673 | WS       |      |             |
| Ernst Friedrich Schröter     | 1674 | SS       |      |             |
| Georg Wolfgang Wedel         | 1674 | WS       |      | (1645–1721) |
| Erhard Weigel                | 1675 | SS       |      |             |
| Friedemann Bechmann          | 1675 | WS       |      |             |
| Johann Volkmar Bechmann      | 1676 | SS       |      |             |
| August Heinrich Fasch        | 1676 | WS       |      | (1639–1690) |
| Caspar Posner                | 1677 | SS       |      |             |
| Johann Wilhelm Baier         | 1677 | WS       |      | (1647–1695) |
| Johann Christoph Falckner    | 1678 | SS       |      |             |
| Rudolph Wilhelm Krause       | 1678 | WS       |      |             |
| Philipp Müller               | 1679 | SS       |      |             |
| Johannes Musaeus             | 1679 | WS       |      |             |
| Heinrich Balthasar Roth      | 1680 | SS       |      | (1639–1689) |
| Georg Wolfgang Wedel         | 1680 | WS       |      |             |

### 1681–1700
| Name                          | Jahr | Semester | Bild | Anmerkung   |
| ----------------------------- | ---- | -------- | ---- | ----------- |
| Valentin Veltheim             | 1681 | SS       |      | (1645–1700) |
| Friedemann Bechmann           | 1681 | WS       |      |             |
| Peter Müller                  | 1682 | SS       |      | (1640–1696) |
| August Heinrich Fasch         | 1682 | WS       |      |             |
| Kaspar Sagittarius            | 1683 | SS       |      | (1643–1694) |
| Johann Wilhelm Baier          | 1683 | WS       |      |             |
| Nikolaus Christoph Lyncker    | 1684 | SS       |      | (1643–1726) |
| Rudolph Wilhelm Krause        | 1684 | WS       |      |             |
| Georg Schubart                | 1685 | SS       |      | (1650–1701) |
| Valentin Veltheim             | 1685 | WS       |      |             |
| Johann Volkmar Bechmann       | 1686 | SS       |      |             |
| Georg Wolfgang Wedel          | 1686 | WS       |      |             |
| Johann Philipp Slevogt        | 1687 | SS       |      | (1649–1727) |
| Friedemann Bechmann           | 1687 | WS       |      |             |
| Peter Müller                  | 1688 | SS       |      |             |
| August Heinrich Fasch         | 1688 | WS       |      |             |
| Johann Andreas Schmid         | 1689 | SS       |      | (1652–1726) |
| Johann Wilhelm Baier          | 1689 | WS       |      |             |
| Johann Philipp Slevogt        | 1690 | SS       |      |             |
| Georg Wolfgang Wedel          | 1690 | WS       |      |             |
| Johann Paul Hebenstreit       | 1691 | SS       |      | (1660–1718) |
| Valentin Veltheim             | 1691 | WS       |      |             |
| Christian Wildvogel           | 1692 | SS       |      | (1644–1728) |
| Günther Christoph Schelhammer | 1692 | WS       |      | (1649–1716) |
| Johann Andreas Danz           | 1693 | SS       |      | (1654–1729) |
| Friedemann Bechmann           | 1693 | WS       |      |             |
| Wilhelm Hieronymus Brückner   | 1694 | SS       |      | (1656–1736) |
| Rudolph Wilhelm Krause        | 1694 | WS       |      |             |
| Erhard Weigel                 | 1695 | SS       |      |             |
| Valentin Veltheim             | 1695 | WS       |      |             |
| Adrian Beier der Jüngere      | 1696 | SS       |      | (1634–1712) |
| Georg Wolfgang Wedel          | 1696 | WS       |      |             |
| Caspar Posner                 | 1697 | SS       |      |             |
| Friedemann Bechmann           | 1697 | WS       |      |             |
| Johann Philipp Slevogt        | 1698 | SS       |      |             |
| Johann Adrian Slevogt         | 1698 | WS       |      | (1653–1726) |
| Georg Schubart                | 1699 | SS       |      |             |
| Valentin Veltheim             | 1699 | WS       |      |             |
| Christian Wildvogel           | 1700 | SS       |      |             |
| Georg Wolfgang Wedel          | 1700 | WS       |      |             |

## 18. Jahrhundert

### 1701–1720
| Name                        | Jahr | Semester | Bild | Anmerkung               |
| --------------------------- | ---- | -------- | ---- | ----------------------- |
| Johann Andreas Danz         | 1701 | SS       |      |                         |
| Philipp Müller              | 1701 | WS       |      |                         |
| Wilhelm Hieronymus Brückner | 1702 | SS       |      |                         |
| Johann Adrian Slevogt       | 1702 | WS       |      |                         |
| Wilhelm Hieronymus Brückner | 1703 | SS       |      |                         |
| Johann Adrian Slevogt       | 1703 | WS       |      |                         |
| Johann Jakob Müller         | 1704 | SS/WS    |      | (1650–1716)             |
| Adrian Beier der Jüngere    | 1705 | SS       |      |                         |
| Georg Wolfgang Wedel        | 1705 | WS       |      |                         |
| Georg Albrecht Hamberger    | 1706 | SS       |      | (1662–1716)             |
| Michael Förtsch             | 1706 | WS       |      | (1654–1724)             |
| Johann Bernhard Friese      | 1707 | SS       |      | (1643–1726)             |
| Johann Adrian Slevogt       | 1707 | WS       |      |                         |
| Johann Georg Müller         | 1708 | SS       |      | Anm.                    |
| Johann Franz Buddeus        | 1708 | WS       |      | auch: Budde (1667–1729) |
| Johann Philipp Slevogt      | 1709 | SS       |      |                         |
| Georg Wolfgang Wedel        | 1709 | WS       |      |                         |
| Johann Caspar Posner        | 1710 | SS       |      | (1671–1718)             |
| Michael Förtsch             | 1710 | WS       |      |                         |
| Christian Wildvogel         | 1711 | SS       |      |                         |
| Johann Adrian Slevogt       | 1711 | WS       |      |                         |
| Burkhard Gotthelf Struve    | 1712 | SS       |      | (1671–1738)             |
| Johann Franz Buddeus        | 1712 | WS       |      |                         |
| Wilhelm Hieronymus Brückner | 1713 | SS       |      |                         |
| Johann Adolph Wedel         | 1713 | WS       |      | (1675–1747)             |
| Johann Jacob Syrbius        | 1714 | SS       |      | (–1738)                 |
| Johann Andreas Danz         | 1714 | WS       |      |                         |
| Johann Bernhard Friese      | 1715 | SS       |      |                         |
| Georg Wolfgang Wedel        | 1715 | WS       |      |                         |
| Johann Reinhard Rus         | 1716 | SS       |      | (1679–1738)             |
| Michael Förtsch             | 1716 | WS       |      |                         |
| Johann Christian Schröter   | 1717 | SS       |      | (1659–1731)             |
| Johann Adrian Slevogt       | 1717 | WS       |      |                         |
| Johann Caspar Posner        | 1718 | SS       |      |                         |
| Johann Andreas Danz         | 1718 | WS       |      |                         |
| Johann Philipp Slevogt      | 1719 | SS       |      |                         |
| Johann Adolph Wedel         | 1719 | WS       |      |                         |
| Burkhard Gotthelf Struve    | 1720 | SS       |      |                         |
| Michael Förtsch             | 1720 | WS       |      |                         |

### 1721–1740
| Name                          | Jahr | Semester | Bild | Anmerkung                                         |
| ----------------------------- | ---- | -------- | ---- | ------------------------------------------------- |
| Christian Wildvogel           | 1721 | SS       |      |                                                   |
| Georg Wolfgang Wedel          | 1721 | WS       |      | auch: Christian Wildvogel, weil verstorben im Amt |
| Johann Jacob Syrbius          | 1722 | SS       |      |                                                   |
| Johann Franz Buddeus          | 1722 | WS       |      |                                                   |
| Wilhelm Hieronymus Brückner   | 1723 | SS       |      |                                                   |
| Johann Adrian Slevogt         | 1723 | WS       |      |                                                   |
| Johann Reinhard Rus           | 1724 | SS       |      |                                                   |
| Johann Andreas Danz           | 1724 | WS       |      |                                                   |
| Johann Christian Schröter     | 1725 | SS       |      |                                                   |
| Johann Adolph Wedel           | 1725 | WS       |      |                                                   |
| Hermann Friedrich Teichmeyer  | 1726 | SS       |      | (1685–1744)                                       |
| Jesaias Friedrich Weissenborn | 1726 | WS       |      | (1673–1750)                                       |
| Kaspar Achatius Beck          | 1727 | SS       |      | (1685–1733)                                       |
| Hermann Friedrich Teichmeyer  | 1727 | WS       |      |                                                   |
| Johann Bernhard Wiedeburg     | 1728 | SS       |      | (1687–1766)                                       |
| Johann Georg Walch            | 1728 | WS       |      | (1693–1775)                                       |
| Wilhelm Hieronymus Brückner   | 1729 | SS       |      |                                                   |
| Simon Paul Hilscher           | 1729 | WS       |      | (1682–1745)                                       |
| Gottlieb Stolle               | 1730 | SS       |      | (1673–1744)                                       |
| Jesaias Friedrich Weissenborn | 1730 | WS       |      |                                                   |
| Kaspar Achatius Beck          | 1731 | SS       |      |                                                   |
| Johann Adolph Wedel           | 1731 | WS       |      |                                                   |
| Burkhard Gotthelf Struve      | 1732 | SS       |      |                                                   |
| Johann Georg Walch            | 1732 | WS       |      |                                                   |
| Dietrich Hermann Kemmerich    | 1733 | SS       |      | (1677–1745)                                       |
| Hermann Friedrich Teichmeyer  | 1733 | WS       |      |                                                   |
| Friedrich Andreas Hallbauer   | 1734 | SS       |      | (1692–1750)                                       |
| Johann Reinhard Rus           | 1734 | WS       |      |                                                   |
| Johann Friedrich Hertel       | 1735 | SS       |      | (1667–1743)                                       |
| Simon Paul Hilscher           | 1735 | WS       |      |                                                   |
| Johann Jacob Syrbius          | 1736 | SS       |      |                                                   |
| Johann Georg Walch            | 1736 | WS       |      |                                                   |
| Johann Georg Estor            | 1737 | SS       |      | (1699–1773)                                       |
| Johann Adolph Wedel           | 1737 | WS       |      |                                                   |
| Johann Bernhard Wiedeburg     | 1738 | SS       |      |                                                   |
| Johann Jacob Syrbius          | 1738 | WS       |      |                                                   |
| Johann Bernhard Wiedeburg     | 1739 | SS       |      |                                                   |
| Hermann Friedrich Teichmeyer  | 1739 | WS       |      |                                                   |
| Gottlieb Stolle               | 1740 | SS       |      |                                                   |
| Johann Georg Walch            | 1740 | WS       |      |                                                   |

### 1741–1760
| Name                         | Jahr | Semester | Bild | Anmerkung   |
| ---------------------------- | ---- | -------- | ---- | ----------- |
| Johann Caspar Heimburg       | 1741 | SS       |      | (1702–1773) |
| Simon Paul Hilscher          | 1741 | WS       |      |             |
| Johann Peter Reusch          | 1742 | SS       |      | (1691–1758) |
| Friedrich Andreas Hallbauer  | 1742 | WS       |      |             |
| Johann Gottfried Schaumburg  | 1743 | SS       |      | (1703–1746) |
| Hermann Friedrich Teichmeyer | 1743 | WS       |      |             |
| Johann Gottfried Tympe       | 1744 | SS       |      | (1699–1768) |
| Johann Georg Walch           | 1744 | WS       |      |             |
| Johann Rudolph Engau         | 1745 | SS       |      | (1709–1755) |
| Simon Paul Hilscher          | 1745 | WS       |      |             |
| Christian Heinrich Eckhard   | 1746 | SS       |      | (1716–1751) |
| Friedrich Andreas Hallbauer  | 1746 | WS       |      |             |
| Johann Caspar Heimburg       | 1747 | SS       |      |             |
| Georg Erhard Hamberger       | 1747 | WS       |      | (1697–1755) |
| Joachim Georg Darjes         | 1748 | SS       |      | (1714–1791) |
| Johann Georg Walch           | 1748 | WS       |      |             |
| Johann Rudolph Engau         | 1749 | SS       |      |             |
| Carl Friedrich Kaltschmied   | 1749 | WS       |      | (1706–1769) |
| Johann Bernhard Wiedeburg    | 1750 | SS       |      |             |
| Johann Georg Walch           | 1750 | WS       |      |             |
| Heinrich Brockes             | 1751 | SS       |      | (1706–1773) |
| Johann Christian Stock       | 1751 | WS       |      | (1707–1758) |
| Johann Peter Reusch          | 1752 | SS       |      |             |
| Johann Christoph Köcher      | 1752 | WS       |      | (1699–1772) |
| Johann Wilhelm Dietmar       | 1753 | SS       |      | (1671–1759) |
| Georg Erhard Hamberger       | 1753 | WS       |      |             |
| Johann Gottfried Tympe       | 1754 | SS       |      |             |
| Johann Georg Walch           | 1754 | WS       |      |             |
| Johann August von Hellfeld   | 1755 | SS       |      | (1717–1782) |
| Carl Friedrich Kaltschmied   | 1755 | WS       |      |             |
| Joachim Georg Darjes         | 1756 | SS       |      |             |
| Johann Christoph Köcher      | 1756 | WS       |      |             |
| Paul Wilhelm Schmid          | 1757 | SS       |      | (1704–1763) |
| Christian Stock              | 1757 | WS       |      |             |
| Karl Gotthelf Müller         | 1758 | SS       |      | (1717–1760) |
| Johann Georg Walch           | 1758 | WS       |      |             |
| Johann Caspar Heimburg       | 1759 | SS       |      |             |
| Carl Friedrich Kaltschmied   | 1759 | WS       |      |             |
| Johann Ernst Immanuel Walch  | 1760 | SS       |      | (1725–1778) |
| Johann Christoph Köcher      | 1760 | WS       |      |             |

### 1761–1780
| Name                                   | Jahr | Semester | Bild | Anmerkung   |
| -------------------------------------- | ---- | -------- | ---- | ----------- |
| Johann August von Hellfeld             | 1761 | SS       |      |             |
| Ernst Anton Nicolai                    | 1761 | WS       |      | (1722–1802) |
| Lorenz Johann Daniel Suckow            | 1762 | SS       |      | (1723–1801) |
| Johann Georg Walch                     | 1762 | WS       |      |             |
| Paul Wilhelm Schmid                    | 1763 | SS       |      |             |
| Johann Friedrich Faselius              | 1763 | WS       |      | (1720–1767) |
| Christian Friedrich Polz               | 1764 | SS       |      | (1713–1782) |
| Johann Christoph Köcher                | 1764 | WS       |      |             |
| Achatius Ludwig Karl Schmid            | 1765 | SS       |      | (1725–1784) |
| Carl Friedrich Kaltschmied             | 1765 | WS       |      |             |
| Johann Ernst Basilius Wiedeburg        | 1766 | SS       |      | (1733–1789) |
| Friedrich Samuel Zickler               | 1766 | WS       |      | (1721–1779) |
| Karl Friedrich Walch                   | 1767 | SS       |      | (1734–1799) |
| Ernst Anton Nicolai                    | 1767 | WS       |      |             |
| Johann Gottfried Tympe                 | 1768 | SS       |      |             |
| Friedrich Samuel Zickler               | 1768 | WS       |      |             |
| Johann Ludwig Schmidt                  | 1769 | SS       |      | (1726–1792) |
| Ernst Gottfried Baldinger              | 1769 | WS       |      | (1738–1804) |
| Johann Ernst Immanuel Walch            | 1770 | SS       |      |             |
| Johann Christoph Köcher                | 1770 | WS       |      |             |
| Joachim Erdmann Schmidt                | 1771 | SS       |      | (1710–1776) |
| Ernst Anton Nicolai                    | 1771 | WS       |      |             |
| Lorenz Johann Daniel Suckow            | 1772 | SS       |      |             |
| Friedrich Samuel Zickler               | 1772 | WS       |      |             |
| Karl Friedrich Walch                   | 1773 | SS       |      |             |
| Karl Friedrich Walch                   | 1773 | WS       |      |             |
| Johann Ernst Basilius Wiedeburg        | 1774 | SS       |      |             |
| Ernst Jakob Danovius                   | 1774 | WS       |      | (1741–1782) |
| Johann Ludwig Schmidt                  | 1775 | SS       |      |             |
| Christian Gottfried Gruner             | 1775 | WS       |      | (1744–1815) |
| Justus Christian Hennings              | 1776 | SS       |      | (1735–1815) |
| Friedrich Samuel Zickler               | 1776 | WS       |      |             |
| Justus Christian Ludwig von Schellwitz | 1777 | SS       |      | (1735–1797) |
| Ernst Anton Nicolai                    | 1777 | WS       |      |             |
| Johann Gottfried Eichhorn              | 1778 | SS       |      | (1752–1827) |
| Ernst Jakob Danovius                   | 1778 | WS       |      |             |
| Karl Friedrich Walch                   | 1779 | SS       |      |             |
| Christian Gottfried Gruner             | 1779 | WS       |      |             |
| Lorenz Johann Daniel Suckow            | 1780 | SS       |      |             |
| Johann Jakob Griesbach                 | 1780 | WS       |      | (1745–1812) |

### 1781–1800
| Name                                   | Jahr | Semester | Bild | Anmerkung   |
| -------------------------------------- | ---- | -------- | ---- | ----------- |
| Justus Christian Ludwig von Schellwitz | 1781 | SS       |      |             |
| Justus Christian Loder                 | 1781 | WS       |      | (1753–1832) |
| Christian Friedrich Polz               | 1782 | SS       |      |             |
| Ernst Anton Nicolai                    | 1782 | WS       |      |             |
| Johann Ernst Basilius Wiedeburg        | 1783 | SS       |      |             |
| Johann Jakob Griesbach                 | 1783 | WS       |      |             |
| Justus Christian Ludwig von Schellwitz | 1784 | SS       |      |             |
| Johann Christoph Döderlein             | 1784 | WS       |      | (1746–1792) |
| Karl Friedrich Walch                   | 1785 | SS       |      |             |
| Christian Gottfried Gruner             | 1785 | WS       |      |             |
| Justus Christian Hennings              | 1786 | SS       |      |             |
| Johann Wilhelm Schmid                  | 1786 | WS       |      | (1744–1798) |
| Johann Ludwig von Eckardt              | 1787 | SS       |      | (1737–1800) |
| Johann Gottfried Eichhorn              | 1787 | WS       |      |             |
| Justus Christian Loder                 | 1788 | SS       |      |             |
| Johann Jakob Griesbach                 | 1788 | WS       |      |             |
| Justus Christian Ludwig von Schellwitz | 1789 | SS       |      |             |
| Ernst Anton Nicolai                    | 1789 | WS       |      |             |
| Christian Gottfried Schütz             | 1790 | SS       |      | (1747–1832) |
| Johann Christoph Döderlein             | 1790 | WS       |      |             |
| Christoph Gottlob Heinrich             | 1791 | SS       |      | (1748–1810) |
| Christian Gottfried Gruner             | 1791 | WS       |      |             |
| Johann August Heinrich Ulrich          | 1792 | SS       |      | (1746–1813) |
| Johann Wilhelm Schmid                  | 1792 | WS       |      |             |
| Johann August Reichardt                | 1793 | SS       |      | (1741–1808) |
| Johann Heinrich Voigt                  | 1793 | WS       |      | (1751–1823) |
| Andreas Joseph Schnaubert              | 1794 | SS       |      | (1750–1825) |
| Johann Wilhelm Schmid                  | 1794 | WS       |      |             |
| Johann Heinrich Voigt                  | 1795 | SS       |      |             |
| Christian Gottfried Gruner             | 1795 | WS       |      |             |
| Lorenz Johann Daniel Suckow            | 1796 | SS       |      |             |
| Johann Jakob Griesbach                 | 1796 | WS       |      |             |
| Karl Friedrich Walch                   | 1797 | SS       |      |             |
| Justus Christian Loder                 | 1797 | WS       |      |             |
| Christian Gottfried Schütz             | 1798 | SS       |      |             |
| Heinrich Eberhard Gottlob Paulus       | 1798 | WS       |      | (1761–1851) |
| Justus Christian Loder                 | 1799 | SS       |      |             |
| Christian Gottfried Gruner             | 1799 | WS       |      |             |
| Christoph Gottlob Heinrich             | 1800 | SS       |      |             |
| Carl Christian Erhard Schmid           | 1800 | WS       |      | (1761–1812) |

## 19. Jahrhundert

### 1801–1820
| Name                               | Jahr | Semester | Bild | Anmerkung   |
| ---------------------------------- | ---- | -------- | ---- | ----------- |
| Carl Christian Erhard Schmid       | 1801 | SS       |      |             |
| Carl Christian Erhard Schmid       | 1801 | WS       |      |             |
| Johann Heinrich Voigt              | 1802 | SS       |      |             |
| Johann Heinrich Voigt              | 1802 | WS       |      |             |
| Johann Heinrich Voigt              | 1803 | SS       |      |             |
| Johann Christian Stark der Ältere  | 1803 | WS       |      | (1753–1811) |
| Justus Christian Hennings          | 1804 | SS       |      |             |
| Justus Christian Hennings          | 1804 | WS       |      |             |
| Andreas Joseph Schnaubert          | 1805 | SS       |      |             |
| Christian Gottfried Gruner         | 1805 | WS       |      |             |
| Johann August Heinrich Ulrich      | 1806 | SS       |      |             |
| Johann Philipp Gabler              | 1806 | WS       |      | (1753–1826) |
| Johann Anton Ludwig Seidensticker  | 1807 | SS       |      | (1765–1817) |
| Johann Heinrich Voigt              | 1807 | WS       |      |             |
| Christoph Gottlob Heinrich         | 1808 | SS       |      |             |
| Carl Christian Erhard Schmid       | 1808 | WS       |      |             |
| Andreas Joseph Schnaubert          | 1809 | SS       |      |             |
| Johann Friedrich Fuchs             | 1809 | WS       |      | (1774–1828) |
| Johann August Heinrich Ulrich      | 1810 | SS       |      |             |
| Johann Philipp Gabler              | 1810 | WS       |      |             |
| Franz Joseph Konstantin Schömann   | 1811 | SS       |      | (1782–1813) |
| Johann Friedrich Fuchs             | 1811 | WS       |      |             |
| Heinrich Karl Abraham Eichstädt    | 1812 | SS       |      | (1772–1848) |
| Johann Philipp Gabler              | 1812 | WS       |      |             |
| Johann Kaspar Gensler              | 1813 | SS       |      | (1767–1821) |
| Johann Friedrich Fuchs             | 1813 | WS       |      |             |
| Johann Heinrich Voigt              | 1814 | SS       |      |             |
| Heinrich Karl Abraham Eichstädt    | 1814 | WS       |      |             |
| Johann Friedrich Fuchs             | 1815 | SS       |      |             |
| Johann Anton Ludwig Seidensticker  | 1815 | WS       |      |             |
| Johann Heinrich Voigt              | 1816 | SS       |      |             |
| Johann Traugott Leberecht Danz     | 1816 | WS       |      | (1769–1851) |
| Johann Traugott Leberecht Danz     | 1817 | SS       |      |             |
| Johann Christian Stark der Jüngere | 1817 | WS       |      | (1769–1837) |
| Johann Philipp Gabler              | 1818 | SS       |      |             |
| Johann Heinrich Voigt              | 1818 | WS       |      |             |
| Christian Gottlieb Konopack        | 1819 | SS       |      | (1767–1841) |
| Johann Friedrich Fuchs             | 1819 | WS       |      |             |
| Heinrich Karl Abraham Eichstädt    | 1820 | SS       |      |             |
| Johann Traugott Leberecht Danz     | 1820 | WS       |      |             |

### 1821–1840
| Name                                     | Jahr | Semester | Bild | Anmerkung                     |
| ---------------------------------------- | ---- | -------- | ---- | ----------------------------- |
| Paul Christoph Gottlob Andreä            | 1821 | SS       |      | (1772–1824)                   |
| Johann Friedrich Fuchs                   | 1821 | WS       |      |                               |
| Heinrich Luden I                         | 1822 | SS       |      | (1778–1847)                   |
| Johann Philipp Gabler                    | 1822 | WS       |      |                               |
| Karl Wilhelm Walch                       | 1823 | SS       |      | (1776–1853)                   |
| Johann Traugott Leberecht Danz           | 1823 | WS       |      |                               |
| Karl Friedrich Bachmann                  | 1824 | SS       |      | (1784–1855)                   |
| Johann Traugott Leberecht Danz           | 1824 | WS       |      |                               |
| Friedrich Ortloff                        | 1825 | SS       |      | (1797–1868)                   |
| Wilhelm Karl Friedrich Suckow            | 1825 | WS       |      | (1770–1848)                   |
| Heinrich Karl Abraham Eichstädt          | 1826 | SS       |      |                               |
| Ludwig Friedrich Otto Baumgarten-Crusius | 1826 | WS       |      | (1788–1843)                   |
| Karl Ernst Schmid                        | 1827 | SS       |      | (1774–1852)                   |
| Dietrich Georg von Kieser                | 1827 | WS       |      | (1779–1862)                   |
| Karl Friedrich Bachmann                  | 1828 | SS       |      |                               |
| Andreas Gottlieb Hoffmann                | 1828 | WS       |      | (1796–1864)                   |
| Karl Wilhelm Walch                       | 1829 | SS       |      |                               |
| Heinrich Luden I                         | 1829 | WS       |      |                               |
| Ferdinand Gotthelf Hand                  | 1830 | SS       |      | (1786–1851)                   |
| Heinrich August Schott                   | 1830 | WS       |      | (1780–1835)                   |
| August Wilhelm Ferdinand von Schröter    | 1831 | SS       |      | (1799–1862)                   |
| Dietrich Georg von Kieser                | 1831 | WS       |      |                               |
| Ernst Christian Gottlieb Jens Reinhold   | 1832 | SS       |      | (1793–1855)                   |
| Jakob Friedrich Fries                    | 1832 | WS       |      | (1773–1843)                   |
| Ludwig Friedrich Otto Baumgarten-Crusius | 1833 | SS       |      |                               |
| Karl Ernst Schmid                        | 1833 | WS       |      |                               |
| Wilhelm Karl Friedrich Suckow            | 1834 | SS       |      |                               |
| Karl Wilhelm Göttling                    | 1834 | WS       |      | (1793–1869)                   |
| Karl Wilhelm Walch                       | 1835 | SS       |      |                               |
| Karl Wilhelm Göttling                    | 1835 | WS       |      |                               |
| Andreas Gottlieb Hoffmann                | 1836 | SS       |      |                               |
| Wilhelm Franz Gottfried Francke          | 1836 | WS       |      | (1803–1868)                   |
| Dietrich Georg von Kieser                | 1837 | SS       |      | auch: Karl Friedrich Bachmann |
| Karl August von Hase                     | 1837 | WS       |      | (1800–1890)                   |
| Karl Friedrich Bachmann                  | 1838 | SS       |      |                               |
| Karl August von Hase                     | 1838 | WS       |      |                               |
| Karl Julius Guyet                        | 1839 | SS       |      | (1802–1861)                   |
| Karl Ernst Schmid                        | 1839 | WS       |      |                               |
| Ferdinand Gotthelf Hand                  | 1840 | SS       |      |                               |
| Karl Ernst Schmid                        | 1840 | WS       |      |                               |

### 1841–1860
| Name                                     | Jahr | Semester | Bild | Anmerkung   |
| ---------------------------------------- | ---- | -------- | ---- | ----------- |
| Ernst Christian Gottlieb Jens Reinhold   | 1841 | SS       |      |             |
| Ludwig Friedrich Otto Baumgarten-Crusius | 1841 | WS       |      |             |
| Karl Wilhelm Walch                       | 1842 | SS       |      |             |
| Emil Huschke                             | 1842 | WS       |      | (1797–1858) |
| Karl Wilhelm Göttling                    | 1843 | SS       |      |             |
| Friedrich Gottlob Schulze                | 1843 | WS       |      | (1795–1860) |
| Andreas Gottlieb Hoffmann                | 1844 | SS       |      |             |
| Karl Julius Guyet                        | 1844 | WS       |      |             |
| Dietrich Georg von Kieser                | 1845 | SS       |      |             |
| Karl Friedrich Bachmann                  | 1845 | WS       |      |             |
| Karl Ernst Schmid                        | 1846 | SS       |      |             |
| Ferdinand Gotthelf Hand                  | 1846 | WS       |      |             |
| Karl August von Hase                     | 1847 | SS       |      |             |
| Heinrich Emil August Danz                | 1847 | WS       |      | (1806–1881) |
| Dietrich Georg von Kieser                | 1848 | SS       |      |             |
| Ernst Christian Gottlieb Jens Reinhold   | 1848 | WS       |      |             |
| Karl Snell                               | 1849 | SS       |      | (1806–1886) |
| Leopold Immanuel Rückert                 | 1849 | WS       |      | (1797–1871) |
| Andreas Ludwig Jacob Michelsen           | 1850 | SS       |      | (1801–1881) |
| Emil Huschke                             | 1850 | WS       |      |             |
| Karl Wilhelm Göttling                    | 1851 | SS       |      |             |
| Johann Heinrich Gottlieb Luden II        | 1851 | WS       |      | (1810–1880) |
| Karl Snell                               | 1852 | SS       |      |             |
| Andreas Gottlieb Hoffmann                | 1852 | WS       |      |             |
| Karl Julius Guyet                        | 1853 | SS       |      |             |
| August Siebert                           | 1853 | WS       |      | (1805–1855) |
| Johann Gustav Stickel                    | 1854 | SS       |      | (1805–1896) |
| Friedrich Gottlob Schulze                | 1854 | WS       |      |             |
| Karl August von Hase                     | 1855 | SS       |      |             |
| Andreas Ludwig Jacob Michelsen           | 1855 | WS       |      |             |
| Eduard Arnold Martin                     | 1856 | SS       |      | (1809–1875) |
| Karl Snell                               | 1856 | WS       |      |             |
| Heinrich Aemilius August Danz            | 1857 | SS       |      |             |
| Karl Ludwig Nipperdey                    | 1857 | WS       |      | (1821–1875) |
| Leopold Immanuel Rückert                 | 1858 | SS       |      |             |
| Johann Heinrich Gottlieb Luden II        | 1858 | WS       |      |             |
| Matthias Jacob Schleiden                 | 1859 | SS       |      | (1804–1881) |
| Karl Gotthelf Lehmann                    | 1859 | WS       |      | (1812–1863) |
| Ernst Erhard Schmid                      | 1860 | SS       |      | (1815–1885) |
| Andreas Gottlieb Hoffmann                | 1860 | WS       |      |             |

### 1861–1880
| Name                                | Jahr | Semester | Bild | Anmerkung   |
| ----------------------------------- | ---- | -------- | ---- | ----------- |
| Burkard Wilhelm Leist               | 1861 | SS       |      | (1819–1906) |
| Matthias Jacob Schleiden            | 1861 | WS       |      |             |
| Ernst Kuno Berthold Fischer         | 1862 | SS       |      | (1824–1907) |
| Heinrich Aemilius August Danz       | 1862 | WS       |      |             |
| Johann Gustav Stickel               | 1863 | SS       |      |             |
| Karl von Hase                       | 1863 | WS       |      | (1800–1890) |
| Wilhelm Endemann                    | 1864 | SS       |      | (1825–1899) |
| Bernhard Sigmund Schultze           | 1864 | WS       |      | (1827–1919) |
| Johann Georg Anton Geuther          | 1865 | SS       |      | (1833–1889) |
| Bruno Hildebrand                    | 1865 | WS       |      | (1812–1878) |
| Leopold Immanuel Rückert            | 1866 | SS       |      | (1797–1871) |
| Johann Heinrich Gottlieb Luden II   | 1866 | WS       |      |             |
| Carl Jakob Adolf Christian Gerhardt | 1867 | SS       |      | (1833–1902) |
| Ernst Erhard Schmid                 | 1867 | WS       |      |             |
| Burkard Wilhelm Leist               | 1868 | SS       |      |             |
| Ernst Kuno Berthold Fischer         | 1868 | WS       |      |             |
| Ludwig Diestel                      | 1869 | SS       |      | (1825–1879) |
| Friedrich von Hahn                  | 1869 | WS       |      | (1823–1897) |
| Wilhelm Müller                      | 1870 | SS       |      | (1832–1909) |
| Wilhelm Adolf Schmidt               | 1870 | WS       |      | (1812–1887) |
| Karl von Hase                       | 1871 | SS       |      | (1800–1890) |
| Bruno Hildebrand                    | 1871 | WS       |      | (1812–1878) |
| Wilhelm Endemann                    | 1872 | SS       |      | (1825–1899) |
| William Thierry Preyer              | 1872 | WS       |      | (1841–1897) |
| Wilhelm Adolf Schmidt               | 1873 | SS       |      | (1812–1887) |
| Heinrich Emil August Danz           | 1873 | WS       |      |             |
| Johann Georg Anton Geuther          | 1874 | SS       |      | (1833–1889) |
| Otto Pfleiderer                     | 1874 | WS       |      | (1839–1908) |
| Johann Heinrich Gottlieb Luden II   | 1875 | SS       |      |             |
| Wilhelm Müller                      | 1875 | WS       |      |             |
| Ernst Haeckel                       | 1876 | SS       |      | (1834–1919) |
| Wilhelm Konstantin Moritz Schmidt   | 1876 | WS       |      | (1823–1888) |
| Richard Adelbert Lipsius            | 1877 | SS       |      | (1830–1892) |
| Theodor Muther                      | 1877 | WS       |      | (1826–1878) |
| William Thierry Preyer              | 1878 | SS       |      |             |
| Berthold Delbrück                   | 1878 | WS       |      | (1842–1922) |
| Georg Meyer                         | 1879 | SS       |      | (1841–1900) |
| Rudolf Eucken                       | 1879 | WS       |      | (1846–1926) |
| Karl Rudolf Seyerlen                | 1880 | SS       |      | (1831–1906) |
| Otto Heinrich Gustav von Wendt      | 1880 | WS       |      | (1846–1911) |

### 1881–1900
| Name                          | Jahr | Semester | Bild | Anmerkung   |
| ----------------------------- | ---- | -------- | ---- | ----------- |
| Hermann Nothnagel             | 1881 | SS       |      | (1841–1905) |
| Eduard Sievers                | 1881 | WS       |      | (1850–1932) |
| Ernst Erhard Schmid           | 1882 | SS       |      |             |
| Carl Gustav Adolf Siegfried   | 1882 | WS       |      | (1830–1903) |
| August Thon                   | 1883 | SS       |      | (1839–1912) |
| Oskar Hertwig                 | 1883 | WS       |      | (1849–1922) |
| Johann Georg Anton Geuther    | 1884 | SS       |      |             |
| Ernst Haeckel                 | 1884 | WS       |      |             |
| Wilhelm Müller                | 1885 | SS       |      |             |
| Berthold Delbrück             | 1885 | WS       |      |             |
| Alexander Franken             | 1886 | SS       |      | (1847–1896) |
| Rudolf Eucken                 | 1886 | WS       |      |             |
| Friedrich Nippold             | 1887 | SS       |      | (1838–1918) |
| Heinrich Karl Guido Gelzer    | 1887 | WS       |      | (1847–1906) |
| William Thierry Preyer        | 1888 | SS       |      |             |
| Carl Johannes Thomae          | 1888 | WS       |      | (1840–1921) |
| Richard Loening               | 1889 | SS       |      | (1848–1913) |
| Friedrich Ernst Otto Liebmann | 1889 | WS       |      | (1840–1912) |
| Wilhelm Müller                | 1890 | SS       |      |             |
| Georg Goetz                   | 1890 | WS       |      | (1849–1932) |
| Richard Adelbert Lipsius      | 1891 | SS       |      |             |
| Julius Pierstorff             | 1891 | WS       |      |             |
| Friedrich Arnold Brockhaus    | 1892 | SS       |      | (1838–1895) |
| Ottokar Lorenz                | 1892 | WS       |      | (1832–1904) |
| August Gärtner                | 1893 | SS       |      | (1848–1934) |
| Theodor von der Goltz         | 1893 | WS       |      | (1836–1905) |
| August Thon                   | 1894 | SS       |      |             |
| Adolph Winkelmann             | 1894 | WS       |      | (1848–1910) |
| Carl Gustav Adolf Siegfried   | 1895 | SS       |      |             |
| Rudolf Hirzel                 | 1895 | WS       |      | (1846–1917) |
| Wilhelm Müller                | 1896 | SS       |      |             |
| Gottlob Eduard Linck          | 1896 | WS       |      | (1858–1947) |
| Richard Loening               | 1897 | SS       |      |             |
| Berthold Delbrück             | 1897 | WS       |      |             |
| Wilhelm Müller                | 1898 | SS       |      |             |
| Rudolf Eucken                 | 1898 | WS       |      |             |
| Karl Rudolf Seyerlen          | 1899 | SS       |      |             |
| Eduard Rosenthal              | 1899 | WS       |      | (1853–1926) |
| Otto Binswanger               | 1900 | SS       |      | (1852–1929) |
| Heinrich Karl Guido Gelzer    | 1900 | WS       |      |             |

## 20. Jahrhundert

### 1901–1920
| Name                      | Jahr    | Semester | Bild | Anmerkung   |
| ------------------------- | ------- | -------- | ---- | ----------- |
| Carl Johannes Thomae      | 1901    | SS       |      | (1840–1921) |
| Roderich Stintzing        | 1901    | WS       |      | (1854–1933) |
| Georg Goetz               | 1902    | SS       |      | (1849–1932) |
| Alfred Schultze           | 1902    | WS       |      | (1864–1946) |
| Julius Pierstorff         | 1903    | SS       |      | (1851–1926) |
| Friedrich Nippold         | 1903    | WS       |      | (1838–1918) |
| Adolph Winkelmann         | 1904    | SS       |      | (1848–1910) |
| August Wagenmann          | 1904    | WS       |      | (1863–1910) |
| Rudolf Hirzel             | 1905    | SS       |      | (1846–1917) |
| August Thon               | 1905    | WS       |      | (1839–1912) |
| Gottlob Eduard Linck      | 1906    | SS       |      | (1858–1947) |
| Friedrich Maurer          | 1906    | WS       |      | (1859–1936) |
| Richard Loening           | SS 1907 | WS 1907  |      | (1848–1913) |
| Berthold Delbrück         | SS 1908 | WS 1908  |      | (1842–1922) |
| Hans Hinrich Wendt        | SS 1909 | WS 1909  |      | (1853–1923) |
| Georg Goetz               | SS 1910 | WS 1910  |      | (1849–1932) |
| Otto Binswanger           | SS 1911 | WS 1911  |      | (1852–1929) |
| Gottlob Eduard Linck      | SS 1912 | WS 1912  |      | (1858–1947) |
| Eduard Rosenthal          | SS 1913 | WS 1913  |      | (1853–1926) |
| Alexander Cartellieri     | SS 1914 | WS 1914  |      | (1867–1955) |
| Friedrich Wilhelm Thümmel | SS 1915 | WS 1915  |      | (1856–1928) |
| Victor Michels            | SS 1916 | WS 1916  |      | (1866–1919) |
| Friedrich Maurer          | SS 1917 | WS 1917  |      | (1859–1936) |
| Wilhelm Rein              | SS 1918 | WS 1918  |      | (1847–1929) |
| Justus Wilhelm Hedemann   | SS 1919 | WS 1919  |      | (1878–1963) |
| Gottlob Eduard Linck      | SS 1920 | WS 1920  |      | (1858–1947) |

### 1921–1958
| Name                       | Von     | Bis     | Bild | Anmerkung   |
| -------------------------- | ------- | ------- | ---- | ----------- |
| Heinrich Weinel            | SS 1921 | WS 1921 |      | (1874–1936) |
| Bruno Bauch                | SS 1922 | WS 1922 |      | (1877–1942) |
| Max Henkel                 | SS 1923 | WS 1923 |      | (1870–1941) |
| Gottlob Eduard Linck       | SS 1924 | WS 1924 |      | (1858–1947) |
| Heinrich Balthasar Gerland | SS 1925 | WS 1925 |      | (1874–1944) |
| Alexander Gutbier          | SS 1926 | WS 1926 |      | (1876–1926) |
| Hans Berger                | SS 1927 | WS 1927 |      | (1873–1941) |
| Friedrich Zucker           | SS 1928 | WS 1928 |      | (1881–1973) |
| Gustav von Zahn            | SS 1929 | WS 1929 |      | (1871–1846) |
| Karl Heussi                | SS 1930 | WS 1930 |      | (1877–1961) |
| Walther Löhlein            | SS 1931 | WS 1931 |      | (1882–1954) |
| Abraham Esau               | WS 1932 | SS 1935 |      | (1884–1955) |
| Wolf Meyer-Erlach          | WS 1935 | SS 1937 |      | (1891–1982) |
| Abraham Esau               | WS 1937 | WS 1938 |      | (1884–1955) |
| Karl Astel                 | SS 1939 | WS 1944 |      | (1898–1945) |
| Friedrich Zucker           | SS 1945 | WS 1947 |      | (1881–1973) |
| Friedrich Hund             | SS 1948 | SS 1948 |      | (1896–1997) |
| Otto Schwarz               | WS 1948 | SS 1951 |      | (1900–1983) |
| Josef Hämel                | WS 1951 | SS 1958 |      | (1894–1969) |

### 1958–2000
| Name            | von  | bis  | Bild | Anmerkung       |
| --------------- | ---- | ---- | ---- | --------------- |
| Otto Schwarz    | 1958 | 1962 |      | (1900–1983)     |
| Günther Drefahl | 1962 | 1968 |      | (1922–2013)     |
| Franz Bolck     | 1968 | 1983 |      | (1918–2000)     |
| Bernd Wilhelmi  | 1983 | 1989 |      | [ Anm 6 ]       |
| Hans Schmigalla | 1989 | 1990 |      | [ Anm 7 ] [ 6 ] |
| Ernst Schmutzer | 1990 | 1993 |      | (1930–2022)     |
| Georg Machnik   | 1993 | 2000 |      | (* 1935)        |

## 21. Jahrhundert
| Name             | von  | bis  | Bild | Anmerkung          |
| ---------------- | ---- | ---- | ---- | ------------------ |
| Karl-Ulrich Meyn | 2000 | 2004 |      | (* 1939)           |
| Klaus Dicke      | 2004 | 2014 |      | (* 1953)           |
| Walter Rosenthal | 2014 | 2023 |      | (* 1954) Präsident |
| Andreas Marx     | 2024 |      |      | (* 1968) Präsident |